# Shiba Zenkō
Shiba Zenkō (芝 全交), nom véritable Yamamoto Tōjūrō (山本藤十郎); 1750 à Edo - 1793, est un acteur et écrivain japonais.
Shiba est issu d'une famille de marchands. Il est acteur dans la troupe Kyōgen de Yamamoto Tōshichi dans laquelle il joue sous le nom Yamamoto Tōjūrō. Depuis le début de l'ère An'ei (vers 1772) il commence à composer des kibyōshi. Il passe pour un maître du genre avec Koikawa Harumachi, Santō Kyōden et Hōseidō Kisanji. Dans son texte Kusazōshi kojitsuke nendaiki, Shikitai Sanba compte son livre Daihi no senrokuhon (avec des illustrations de Kitao Masanubo) avec cinq autres de ses œuvres parmi les vingt-trois classiques du kibyōshi.

## Source de la traduction
- (de) Cet article est partiellement ou en totalité issu de l’article de Wikipédia en allemand intitulé « Shiba Zenkō » (voir la liste des auteurs).
- Notices d'autorité :   - VIAF
  - ISNI
  - IdRef
  - LCCN
  - GND
  - Japon
  - CiNii
  - WorldCat